# Michael Walsh (polityk)
Michael Walsh (ur. 4 maja 1810 w Youghal w Irlandii, zm. 17 marca 1859 w Nowym Jorku) – amerykański polityk, członek Partii Demokratycznej.

## Działalność polityczna
W 1839 zasiadał w New York State Assembly, a w 1846 i 1848 ponownie został wybrany. W okresie od 4 marca 1853 do 3 marca 1855 przez jedną kadencję był przedstawicielem 4. okręgu wyborczego w stanie Nowy Jork w Izbie Reprezentantów Stanów Zjednoczonych.